# Степанкевич Катерина Василівна
Катерина Василівна Степанкевич (?, тепер Вінницької області — ?) — українська радянська діячка, голова колгоспу «Промінь Жовтня» Барського району Вінницької області. Депутат Верховної Ради СРСР 3-го скликання.

## Життєпис
Народилася в селянській родині.
На 1950 рік — голова колгоспу «Промінь Жовтня» Барського району Вінницької області.
Член КПРС з 1952 року.